# Sorex
A Sorex az emlősök (Mammalia) osztályának Eulipotyphla rendjébe, ezen belül a cickányfélék (Soricidae) családjába és a vörösfogú cickányok (Soricinae) alcsaládjába tartozó nem.

## Előfordulásuk
A Sorex-fajok előfordulási területe Európa, Ázsia mérsékelt övi részei - főleg Közép-Ázsia, Szibéria és Japán északi fele -, továbbá Észak-Amerika. Észak-Amerikában az Arktisztól egészen Mexikóig megtalálhatóak. Egyes fajok Közép-Amerikában lelhetők fel. Guatemala alkotja a legdélibb határukat az Újvilágban.

## Rendszerezés
A nembe az alábbi 2 alnem és 78 élő faj tartozik:
- Otisorex - alnem
  - Sorex alaskanus Merriam, 1900
  - Sorex bairdi Merriam, 1895
  - Sorex bendirii Merriam, 1884
  - Sorex camtschatica Yudin, 1972
  - Sorex cinereus Kerr, 1792
  - Sorex dispar Batchelder, 1911
  - Sorex fumeus Miller, 1895
  - Sorex haydeni Baird, 1857
  - Sorex hoyi Baird, 1857
  - Sorex ixtlanensis Carraway, 2007
  - Sorex jacksoni Hall & Gilmore, 1932
  - Sorex leucogaster Kuroda, 1933
  - Sorex longirostris Bachman, 1837
  - Sorex lyelli Merriam, 1902
  - Sorex macrodon Merriam, 1895
  - Sorex milleri Jackson, 1947
  - Sorex monticolus Merriam, 1890
  - Sorex nanus Merriam, 1895
  - Sorex neomexicanus Bailey, 1913
  - Sorex oreopolus Merriam, 1892
  - Sorex orizabae Merriam, 1895
  - Sorex ornatus Merriam, 1895
  - Sorex pacificus Coues, 1877
  - Sorex palustris Richardson, 1828
  - Sorex portenkoi Stroganov, 1956
  - Sorex preblei Jackson, 1922
  - Sorex pribilofensis Merriam, 1895
  - Sorex rohweri Rausch, Feagin, & Rausch, 2007
  - Sorex sonomae Jackson, 1921
  - Sorex tenellus Merriam, 1895
  - Sorex ugyunak Anderson & Rand, 1945
  - Sorex vagrans Baird, 1857
  - Sorex veraepacis Alston, 1877

- Sorex - alnem
  - havasi cickány (Sorex alpinus) Schinz, 1837
  - Sorex antinorii Bonaparte, 1840
  - erdei cickány (Sorex araneus) Linnaeus, 1758 - típusfaj
  - Sorex arcticus Kerr, 1792
  - Sorex arunchi Lapini & Testone 1998
  - Sorex asper Thomas, 1914
  - Sorex averini Zubko, 1937
  - Sorex bedfordiae Thomas, 1911
  - Sorex buchariensis Ognev, 1921
  - középcickány (Sorex caecutiens) Laxmann, 1788
  - Sorex cansulus Thomas, 1912
  - Sorex coronatus Millet, 1828
  - Sorex cylindricauda H. Milne-Edwards, 1872
  - Sorex daphaenodon Thomas, 1907
  - Sorex excelsus G. M. Allen, 1923
  - Sorex gracillimus Thomas, 1907
  - spanyol cickány (Sorex granarius) Miller, 1910
  - Sorex hosonoi Imaizumi, 1954
  - hamvas cickány (Sorex isodon) Turov, 1924
  - Sorex kozlovi Stroganov, 1952
  - Sorex maritimensis Smith, 1939
  - apró cickány (Sorex minutissimus) Zimmermann, 1780
  - törpecickány (Sorex minutus) Linnaeus, 1766
  - Sorex mirabilis Ognev, 1937
  - Sorex raddei Satunin, 1895
  - Sorex roboratus Hollister, 1913
  - Sorex samniticus Altobello, 1926
  - Sorex satunini Ognev, 1922
  - Sorex shinto Thomas, 1905
  - Sorex sinalis Thomas, 1912
  - Sorex tundrensis Merriam, 1900
  - Sorex unguiculatus Dobson, 1890
  - Sorex volnuchini Ognev, 1922
  - Sorex yukonicus Dokuchaev, 1997

- Incertae sedis
  - Sorex arizonae Diersing & Hoffmeister, 1977
  - Sorex emarginatus Jackson, 1925
  - Sorex merriami Dobson, 1890
  - Sorex planiceps Miller, 1911
  - Sorex saussurei Merriam, 1892
  - Sorex sclateri Merriam, 1897
  - Sorex stizodon Merriam, 1895
  - Sorex thibetanus Kastschenko, 1905
  - Sorex trowbridgii Baird, 1857
  - Sorex ventralis Merriam, 1895
  - Sorex veraecrucis Jackson, 1925